# (18651) 1998 FP11
1998 أف بي 11 (ويعرف أيضًا باسم (18651) 1998 أف بي 11 وفق تسمية الكوكب الصغير) (بالإنجليزية: 1998 FP11)‏ هو كويكب ضمن حزام الكويكبات؛ وترتيبه 18651 من حيث الاكتشاف.
اكتُشف هذا الجُرم الفلكي بواسطة تاكيشي أوراتا ‏ في 22 مارس 1998.

## وصلات خارجية
- (18651) 1998 FP11 في قاعدة بيانات مختبر الدفع النفاث لأجرام النظام الشمسي الصغيرة

- الاكتشاف · مخطط المدار ·  العناصر المدارية · المعلمات المادية

- (18651) 1998 FP11 على موقع ويكي سكاي: DSS2, SDSS, GALEX, IRAS, Hydrogen α, X-Ray, Astrophoto, Sky Map, Articles and images